# 재생자
재생자(Clean And Sober)는 미국에서 제작된 글렌 고든 카론 감독의 1988년 드라마 영화이다. 마이클 키튼 등이 주연으로 출연하였고 데보라 블럼 등이 제작에 참여하였다.

## 출연

### 주연
- 마이클 키튼
- 케시 베이커
- 모건 프리먼

### 조연
- 테이트 도노반
- 헨리 쥬드 베이커
- 클라우디아 크리스찬
- J. 데이빗 크레즈너
- 데이킨 매튜스
- 매리 캐서린 마틴
- 패트리시아 퀸
- 테리 하노어
- 데이빗 A. 킴볼

## 제작진
- 공동제작: 제이 다니엘
- 미술: 조엘 쉴러
- 의상: 로버트 투터리스
- 배역: 글렌 다니엘스
- 배역: 마리언 더펄티